# Abducted
Abducted — четвёртый полноформатный студийный альбом шведской группы Hypocrisy, выпущенный в 1996 году лейблом Nuclear Blast Records.
Для японского рынка в альбом были добавлены две дополнительные композиции, одна из которых является кавер-версией композиции Strange Ways группы Kiss. Впоследствии альбом был также переиздан в формате дигипак с добавление четырёх композиций, записанных в ходе фестиваля Nuclear Blast Festival 25 сентября 2000 года.
Композиции Slippin' Away и Drained были написаны Тэгтгреном ещё два года назад и первоначально предполагались для его блэк-металлического проекта The Abyss, однако, по предложению остальных участников группы, были включены в альбом.

## Список композиций
| №                   | Название                             | Длительность |
| ------------------- | ------------------------------------ | ------------ |
| 1.                  | «The Gathering (Intro)»              | 1:09         |
| 2.                  | «Roswell 47»                         | 3:56         |
| 3.                  | «Killing Art»                        | 2:56         |
| 4.                  | «The Arrival of the Demons (Part 2)» | 3:19         |
| 5.                  | «Buried»                             | 3:11         |
| 6.                  | «Abducted»                           | 2:50         |
| 7.                  | «Paradox»                            | 4:32         |
| 8.                  | «Point of No Return»                 | 3:56         |
| 9.                  | «When the Candle Fades»              | 5:30         |
| 10.                 | «Carved Up»                          | 3:30         |
| 11.                 | «Reflections»                        | 2:35         |
| 12.                 | «Slippin' Away»                      | 5:11         |
| 13.                 | «Drained»                            | 4:29         |
| Общая длительность: | Общая длительность:                  | 47:13        |

| №   | Название                    | Длительность |
| --- | --------------------------- | ------------ |
| 14. | «Request Denied»            | 4:51         |
| 15. | «Strange Ways (Kiss cover)» | 3:24         |

| №   | Название                   | Длительность |
| --- | -------------------------- | ------------ |
| 16. | «Fractured Millennium»     | 5:28         |
| 17. | «Legions Descend»          | 4:07         |
| 18. | «Fire in the Sky»          | 5:13         |
| 19. | «Elastic Inverted Visions» | 5:47         |

## Участники записи
- Микаэль Хэдлунд — бас
- Ларс Соке — ударные
- Петер Тэгтгрен — вокал, гитара, клавишные, продюсирование, микширование